# Arquidiócesis de San Antonio
La arquidiócesis de San Antonio (en latín: Archidioecesis Sancti Antonii y en inglés: Roman Catholic Archdiocese of San Antonio) es una circunscripción eclesiástica de la Iglesia católica en Estados Unidos. Se trata de una arquidiócesis latina, sede metropolitana de la provincia eclesiástica de San Antonio. Desde el 14 de octubre de 2010 su arzobispo es Gustavo Garcia-Siller, de los Misioneros del Espíritu Santo.

## Territorio y organización

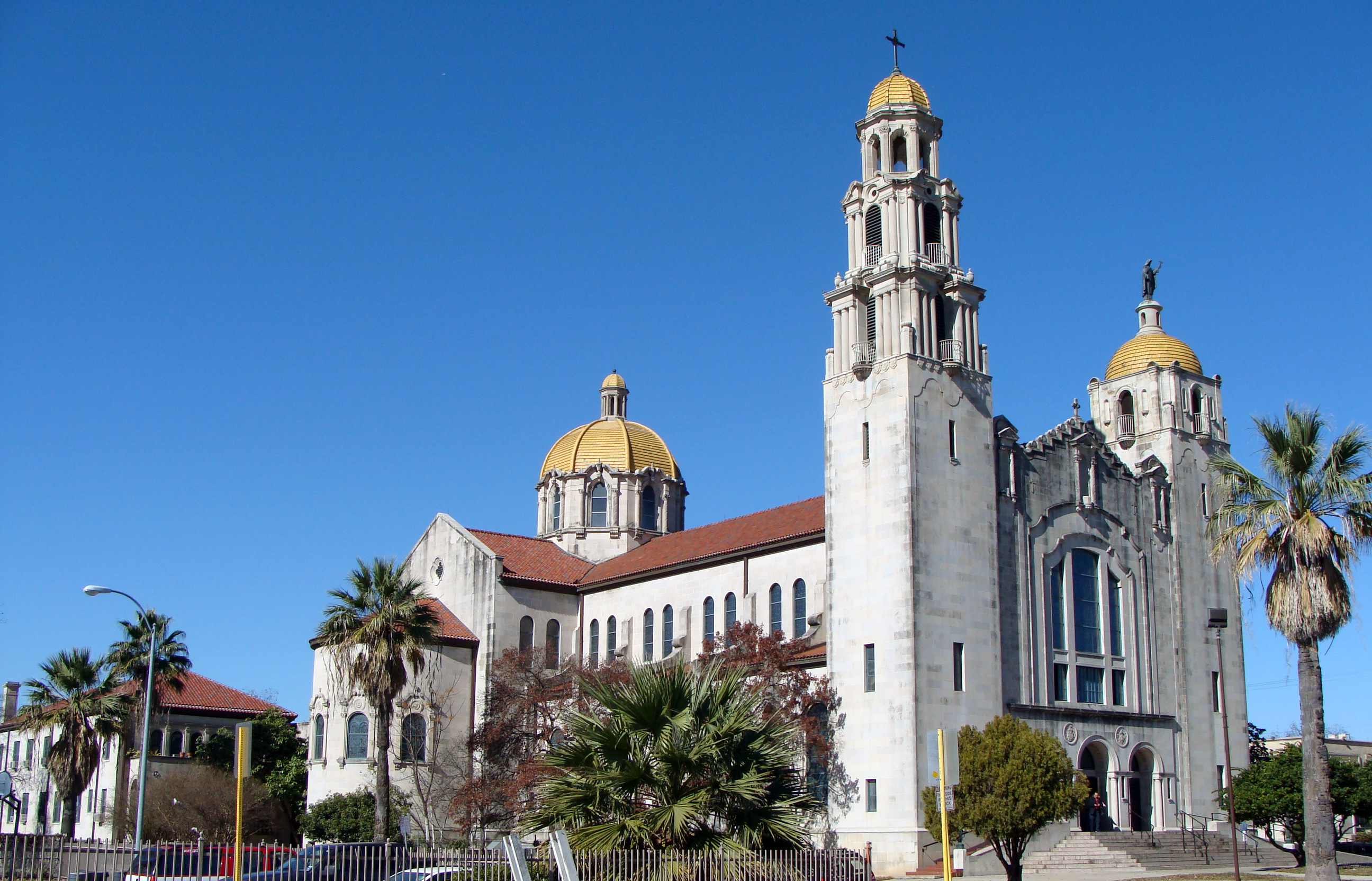
Basílica del Santuario Nacional de la Pequeña Flor, en San Antonio

La arquidiócesis tiene 60 036 km² y extiende su jurisdicción sobre los fieles católicos de rito latino residentes en 16 condados del estado de Texas: Atascosa, Bexar, Comal, Edwards, Frio, Gillespie, Gonzales, Guadalupe, Karnes, Kendall, Kerr, Kinney, Medina, Uvalde, Val Verde y Wilson. Comprende además la parte del condado de McMullen al norte del río Nueces.
La sede de la arquidiócesis se encuentra en la ciudad de San Antonio, en donde se halla la Catedral de San Fernando (la más antigua en funcionamiento de los Estados Unidos) y la basílica del Santuario Nacional de la Pequeña Flor.
La arquidiócesis tiene como sufragáneas a las diócesis de: Amarillo, Dallas, El Paso, Fort Worth, Laredo, Lubbock y San Ángelo.
En 2020 en la arquidiócesis existían 139 parroquias.

## Historia
La diócesis de San Antonio fue erigida el 28 de agosto de 1874 con el breve Arcano divinae del papa Pío IX, obteniendo el territorio de la diócesis de Galveston (hoy arquidiócesis de Galveston-Houston). Originalmente era sufragánea de la arquidiócesis de Nueva Orleans.
El 3 de marzo de 1914 cedió una parte de su territorio para la erección de la diócesis de El Paso.
El 3 de agosto de 1926 cedió otra porción de su territorio para la erección de la diócesis de Amarillo y al mismo tiempo fue elevada al rango de arquidiócesis metropolitana con la bula Pastoris aeterni del papa Pío XI.
El 15 de noviembre de 1947 cedió una porción de su territorio para la erección de la diócesis de Austin mediante la bula Ad animarum bonum del papa Pío XII.
El 13 de abril de 1982 cedió una porción de su territorio para la erección de la diócesis de Victoria en Texas mediante la bula Libenter quidem del papa Juan Pablo II.
El 3 de julio de 2000 cedió otra porción de su territorio para la erección de la diócesis de Laredo mediante la bula Solliciti de maiore del papa Juan Pablo II.

## Estadísticas
Según el Anuario Pontificio 2021 la arquidiócesis tenía a fines de 2020 un total de 1 216 499 fieles católicos.
| Año                                                                             | Población            | Población | Población      | Sacerdotes | Sacerdotes    | Sacerdotes    | Bautizados por sacerdote | Diáconos permanentes | Religiosos | Religiosos | Parroquias |
| Año                                                                             | Bautizados católicos | Total     | % de católicos | Total      | Clero secular | Clero regular | Bautizados por sacerdote | Diáconos permanentes | Varones    | Mujeres    | Parroquias |
| ------------------------------------------------------------------------------- | -------------------- | --------- | -------------- | ---------- | ------------- | ------------- | ------------------------ | -------------------- | ---------- | ---------- | ---------- |
| 1950                                                                            | 259 908              | 725 000   | 35.8           | 307        | 133           | 174           | 846                      |                      | 261        | 1070       | 106        |
| 1966                                                                            | 507 439              | 1 222 589 | 41.5           | 438        | 214           | 224           | 1158                     |                      | 355        | 1193       | 142        |
| 1970                                                                            | 533 119              | 1 288 125 | 41.4           | 415        | 204           | 211           | 1284                     |                      | 412        | 1749       | 147        |
| 1976                                                                            | 545 266              | 1 301 500 | 41.9           | 415        | 190           | 225           | 1313                     | 29                   | 362        | 1590       | 161        |
| 1980                                                                            | 575 245              | 1 376 074 | 41.8           | 443        | 180           | 263           | 1298                     | 76                   | 434        | 1500       | 168        |
| 1990                                                                            | 594 906              | 1 663 700 | 35.8           | 378        | 144           | 234           | 1573                     | 193                  | 404        | 1102       | 184        |
| 1999                                                                            | 673 026              | 1 890 760 | 35.6           | 373        | 151           | 222           | 1804                     | 254                  | 91         | 939        | 144        |
| 2000                                                                            | 616 000              | 1 802 000 | 34.2           | 383        | 175           | 208           | 1608                     | 186                  | 341        | 969        | 136        |
| 2001                                                                            | 679 712              | 1 949 506 | 34.9           | 418        | 161           | 257           | 1626                     | 284                  | 384        | 919        | 144        |
| 2002                                                                            | 640 186              | 1 906 519 | 33.6           | 350        | 162           | 188           | 1829                     | 298                  | 310        | 865        | 138        |
| 2003                                                                            | 644 357              | 1 959 950 | 32.9           | 351        | 155           | 196           | 1835                     | 312                  | 256        | 834        | 139        |
| 2004                                                                            | 667                  | 1 979 732 | 33.7           | 365        | 167           | 198           | 1829                     | 313                  | 313        | 801        | 139        |
| 2010                                                                            | 702 547              | 2 315 988 | 30.3           | 469        | 174           | 295           | 1497                     | 352                  | 318        | 726        | 144        |
| 2014                                                                            | 728 001              | 2 458 351 | 29.6           | 309        | 132           | 177           | 2355                     | 343                  | 310        | 673        | 139        |
| 2016                                                                            | 758 812              | 2 604 607 | 29.1           | 334        | 144           | 190           | 2271                     | 360                  | 291        | 669        | 139        |
| 2017                                                                            | 764 244              | 2 622 403 | 29.1           | 329        | 148           | 181           | 2322                     | 386                  | 258        | 669        | 139        |
| 2020                                                                            | 1 216 499            | 3 220 262 | 37.8           | 231        | 161           | 70            | 5266                     | 330                  | 166        | 658        | 139        |
| Fuente: Catholic-Hierarchy, que a su vez toma los datos del Anuario Pontificio. |                      |           |                |            |               |               |                          |                      |            |            |            |

La arquidiócesis tiene cinco universidades y colegios, once escuelas preparatorias y 37 escuelas primarias.

## Episcopologio
- Anthony Dominic Ambrose Pellicer † (2 de septiembre de 1874-14 de abril de 1880 falleció)
- John Claude Neraz † (18 de febrero de 1881-15 de noviembre de 1894 falleció)
- John Anthony Forest † (27 de agosto de 1895-11 de marzo de 1911 falleció)
- John William Shaw † (11 de marzo de 1911 por sucesión-25 de enero de 1918 nombrado arzobispo de Nueva Orleans)
- Arthur Jerome Drossaerts † (18 de julio de 1918-8 de septiembre de 1940 falleció)
- Robert Emmet Lucey † (23 de enero de 1941-23 de mayo de 1969 renunció[nota 4])
- Francis James Furey † (23 de mayo de 1969-23 de abril de 1979 falleció)
- Patrick Fernández Flores † (23 de agosto de 1979-29 de diciembre de 2004 retirado)
- José Horacio Gómez (29 de diciembre de 2004-6 de abril de 2010 nombrado arzobispo coadjutor de Los Ángeles)
- Gustavo Garcia-Siller, M.Sp.S., desde el 14 de octubre de 2010